# 罗伞蕨属
马通蕨属（学名：Matonia）也称罗伞蕨属，为马通蕨科的一个属。

## 物种
本属包括以下物种：
- 宽羽罗伞蕨 Matonia foxworthyi Copel.
- 罗伞蕨 Matonia pectinata R.Br.